# Смит, Сара Кристин
Са́ра Кри́стин Смит (англ. Sarah Christine Smith; 3 января 1971, Кларкстон, Мичиган, США) — американская актриса, танцовщица и певица.

## Биография
Сара Кристин Смит родилась 3 января 1971 года в Кларкстоне (штат Мичиган, США), но сейчас она проживает в Верноне (провинция Британская Колумбия, Канада).

## Карьера
В 1997—2010 года Сара Кристин сыграла в 31 фильме и телесериале, включая роль танцовщицы в фильме «Крик 2» (1997). Смит, которая также являлась танцовщицей, часто играла героинь, связанных с танцами.
Также Сара Кристин является певицей и в 1998—2002 года она была участницей музыкальной группы «Nobody’s Angel».

## Личная жизнь
Сара Кристин замужем за Джейсоном Подолланом. У супругов есть двое детей.

## Фильмография
| Год  |   | Русское название                            | Оригинальное название                       | Роль                           |
| ---- | - | ------------------------------------------- | ------------------------------------------- | ------------------------------ |
| 1997 | ф | Остин Пауэрс: Международный человек-загадка | Austin Powers: International Man of Mystery | гоу-гоу танцовщица             |
| 1997 | ф | Крик 2                                      | Scream                                      | танцовщица                     |
| 1999 | ф | Это всё она                                 | She's All That                              | танцовщица                     |
| 1999 | ф | Остин Пауэрс: Шпион, который меня соблазнил | Austin Powers: The Spy Who Shagged Me       | танцовщица на сцене в перерыве |
| 2001 | ф | Недетское кино                              | Not Another Teen Movie                      | чирлидерша на футбольном поле  |
| 2002 | ф | Страна чудаков                              | Orange County                               | танцовщица                     |
| 2002 | ф | Как Майк                                    | Like Mike                                   | чирлидерша № 10                |
| 2003 | ф | К чёрту любовь!                             | Down with Love                              | женщина-космонавт № 6          |
| 2005 | с | Одинокие сердца                             | The O.C.                                    | Киннамон                       |
| 2006 | с | Всё тип-топ, или Жизнь Зака и Коди          | The Suite Life of Zack & Cody               | мама Рэндолла                  |
| 2006 | с | Шоу 70-х                                    | That '70s Show                              | танцовщица № 2                 |
| 2006 | ф | Сказки юга                                  | Southland Tales                             | танцовщица № 1                 |
| 2006 | с | Студия 60 на Сансет-Стрип                   | Studio 60 on the Sunset Strip               | Тришур                         |
| 2006 | с | Детектив Раш                                | Cold Case                                   | девушка с камерой              |
| 2007 | с | Дрейк и Джош                                | Drake & Josh                                | Кристин                        |
| 2007 | с | C.S.I.: Место преступления Нью-Йорк         | CSI: NY                                     | продавщица Мариса Ричардсон    |
| 2009 | ф | Весенний отрыв                              | Spring Breakdown                            | девушка из женского общества   |
| 2009 | ф | Начало времён                               | Year One                                    | танцовщица                     |